# B-Movie Film Festival
 (décembre 2023).
Si vous disposez d'ouvrages ou d'articles de référence ou si vous connaissez des sites web de qualité traitant du thème abordé ici, merci de compléter l'article en donnant les références utiles à sa vérifiabilité et en les liant à la section « Notes et références ».
Le B-Movie Film Festival (traduit Festival du Film de Série B) est un festival de cinéma annuel américain, se tenant à Syracuse, New York. 
Il fut fondé en 1999 par un réalisateur local, Ron Bonk, pour promouvoir la réalisation de Série B. Le festival n'eut pas lieu lors de son troisième anniversaire dû aux attentats du 11 septembre.
Beaucoup des films présentés sont tournés avec des budgets minimaux. La projection comprend des longs métrages, des documentaires et des courts métrages. Beaucoup de genres sont inclus, et les films sélectionnés connaissent habituellement une ressortie sur le territoire américain. Le festival définit une « Série B » comme « une production dont le divertissement et la valeur artistique excèdent les limitations de son budget ».